# Sero Colorado

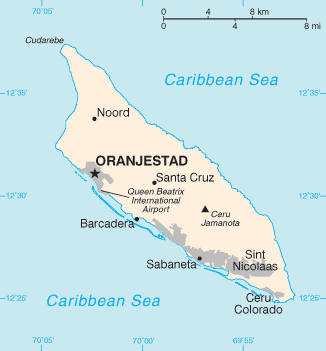
Lage von Sero Colorado (Ceru Colorado)

Sero Colorado (Papiamento; niederländisch: Seroe Colorado, international gebräuchlich auch: Ceru Colorado, farbiger Hügel) ist eine Hügellandschaft im Süden der Karibikinsel Aruba.
Die Region gehört verwaltungstechnisch zu San Nicolas. Weltweit bekannt wurde die Region, als im Jahre 1920 die Erdölraffinerie und die Tanklager auf Aruba errichtet wurden.

## Geschichte
Im Gebiet von Sero Colorado wurde bereits früher – zur Zeit der Goldgewinnung auf Aruba – auch Phosphat abgebaut. Die verfallenen Stollen und Tunnel in Sero Colorado, mit Resten der Kipplorenbahn aus dem Jahre 1879, sind noch vorhanden.
Während des Zweiten Weltkrieges wurde das Industriegebiet in Sero Colorado von deutschen und italienischen U-Booten angegriffen. In diesem Gebiet befinden sich noch heute auf dem höchsten Hügel von Sero Colorado die Reste der Geschütze, die im Zweiten Weltkrieg eine bedeutende Rolle bei der Verteidigung der Pieranlagen und der Ölraffinerie von Aruba spielten. Die Geschütztürme aus den 1940er-Jahren sind inzwischen abgebaut, die Betonfundamente und Gräben sind jedoch noch deutlich zu erkennen.
Im Gebiet Sero Colorado liegen auch die beiden Wohnsiedlungen Essoville und Zeewijk. Nach dem geographischen Klassifizierungssystem zählt Sero Colorado zur Südregion von San Nicolas und hatte 2010 eine Einwohnerzahl von 4850 Bewohnern und eine Fläche von 9,64 km².
Im Landschaftsgebiet Sero Colorado befindet sich auch die einzige Motorsportrennstrecke Aruba International Raceway von Aruba und im Südosten der Strand Baby Beach mit dem Seroe-Colorado-Leuchtturm, der die Hafeneinfahrt markiert.
Im Frühjahr 2014 besuchte eine Regierungsdelegation (Gabinete Mike Eman) unter Leitung des Minister di Turismo Otmar Oduber die Region Sero Colorado, um ein Renovierungsprogramm der verschiedenen Pier na Sero Colorado und Strandanlagen einzuleiten.